# Jardines superiores de Barrakka
Los jardines superiores de Barrakka (en maltés: Il-Barrakka ta' Fuq) es un jardín público situado en Valletta, Malta. Junto con los jardines bajos de Barrakka en la misma ciudad,  ofrecen una vista panorámica magnífica del Gran Puerto.
Los jardines están localizados sobre los bastiones de San Pedro y San Pablo, que se construyeron en los años 1560. En el nivel bajo del bastión se encuentra la batería de saludos militares. Los arcos en la terraza del jardín se construyeron en 1661 por el caballero italiano Fra Flaminio Balbiani. Los arcos estaban originalmente cubiertos pero el tejado se retiró tras el Levantamiento de los Sacerdotes en 1775.
Los jardines se utilizaron originalmente para recreo de los caballeros de la lengua de la orden de San Juan de Jerusalén, pero se abrieron al público tras el final de la ocupación francesa de Malta en 1800.
En el parque hay varios monumentos, también conmemorativos de una serie de personas de renombre, entre ellas Gerald Strickland, Sir Thomas Maitland y Sir Winston Churchill. También hay en el jardín una réplica de la estatua Les Gavroches (Los chicos de calle) del escultor maltés Antonio Sciortino. La escultura original se encuentra en el museo MUŻA.
Es el punto más alto de los muros de la ciudad, y por ello su terraza limítrofe ofrece una vista sin obstáculos del Gran Puerto, las Tres Ciudades, así como sobre el puerto y las partes más bajas de la capital.
Los jardines están conectados con el ditch de Valletta muelle de Lascaris por medio del ascensor de Barrakka. El primer ascensor se construyó en 1905, pero se cerró en 1973 y se desmanteló en 1983. El ascensor se puede apreciar en funcionamiento en la película británica de 1968  A Twist of Sand (Un giro de arena). En 2012 se inauguró un nuevo ascensor.

## Galería de imágenes

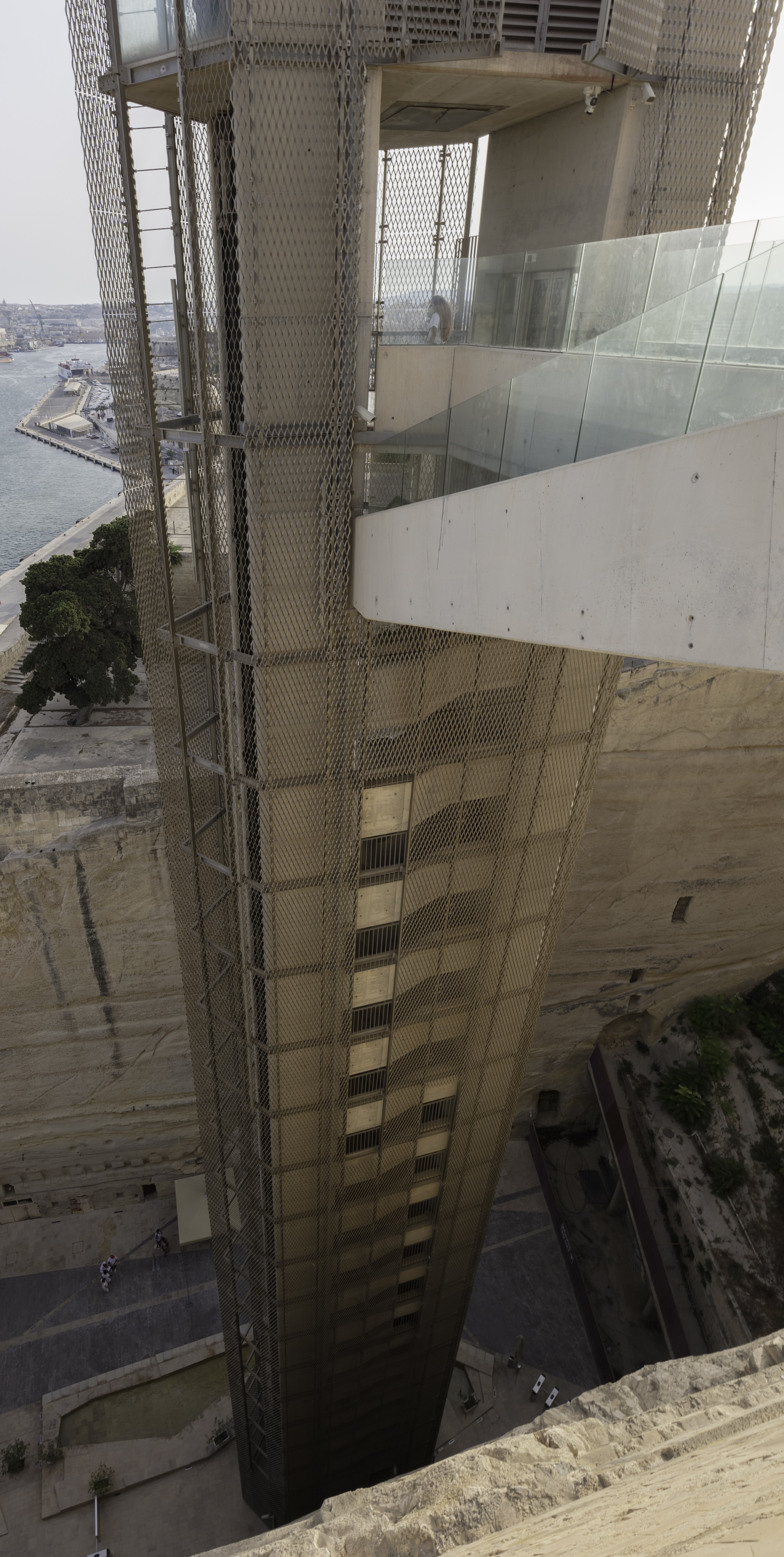
Ascensor de Barrakka.
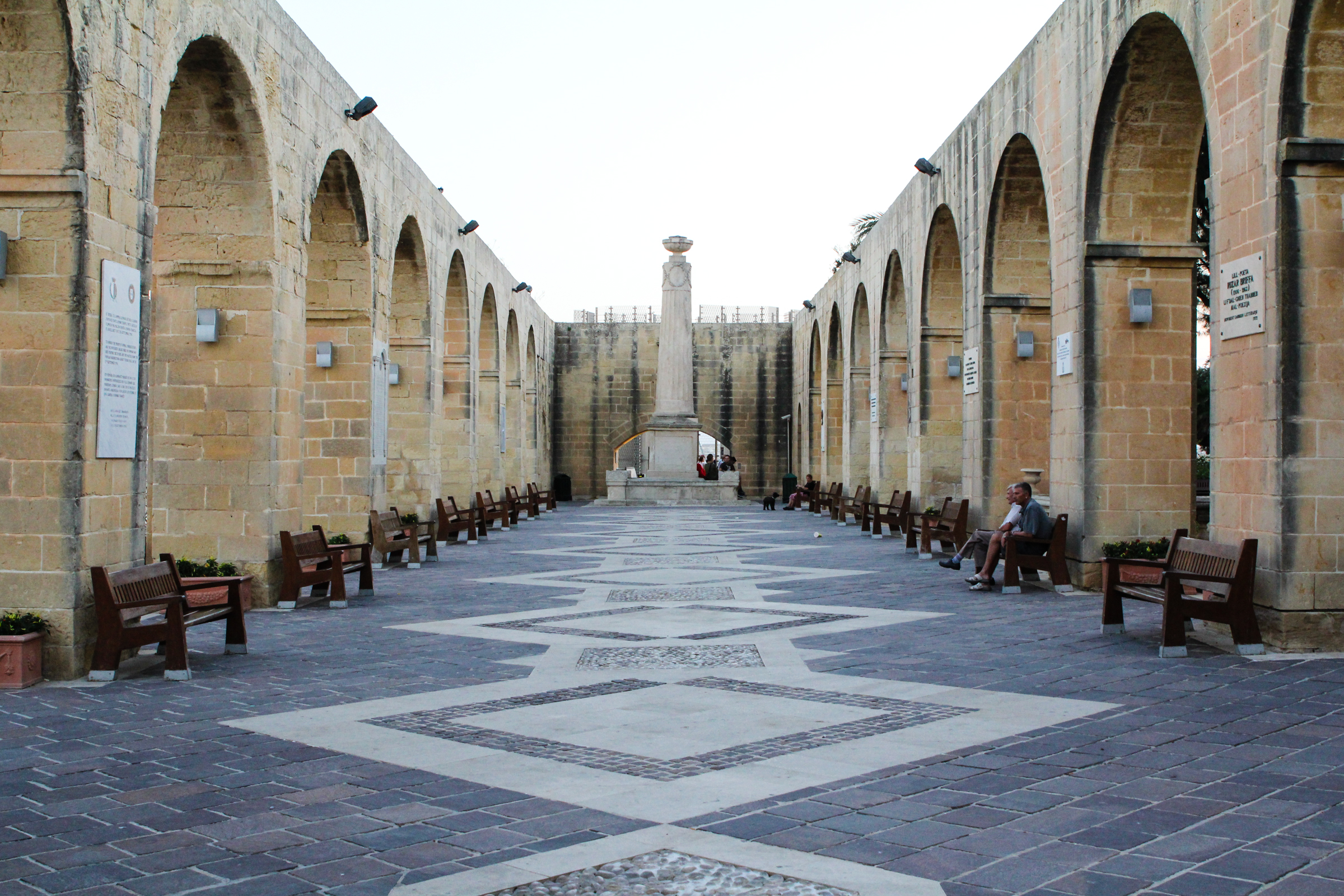
Arcos.
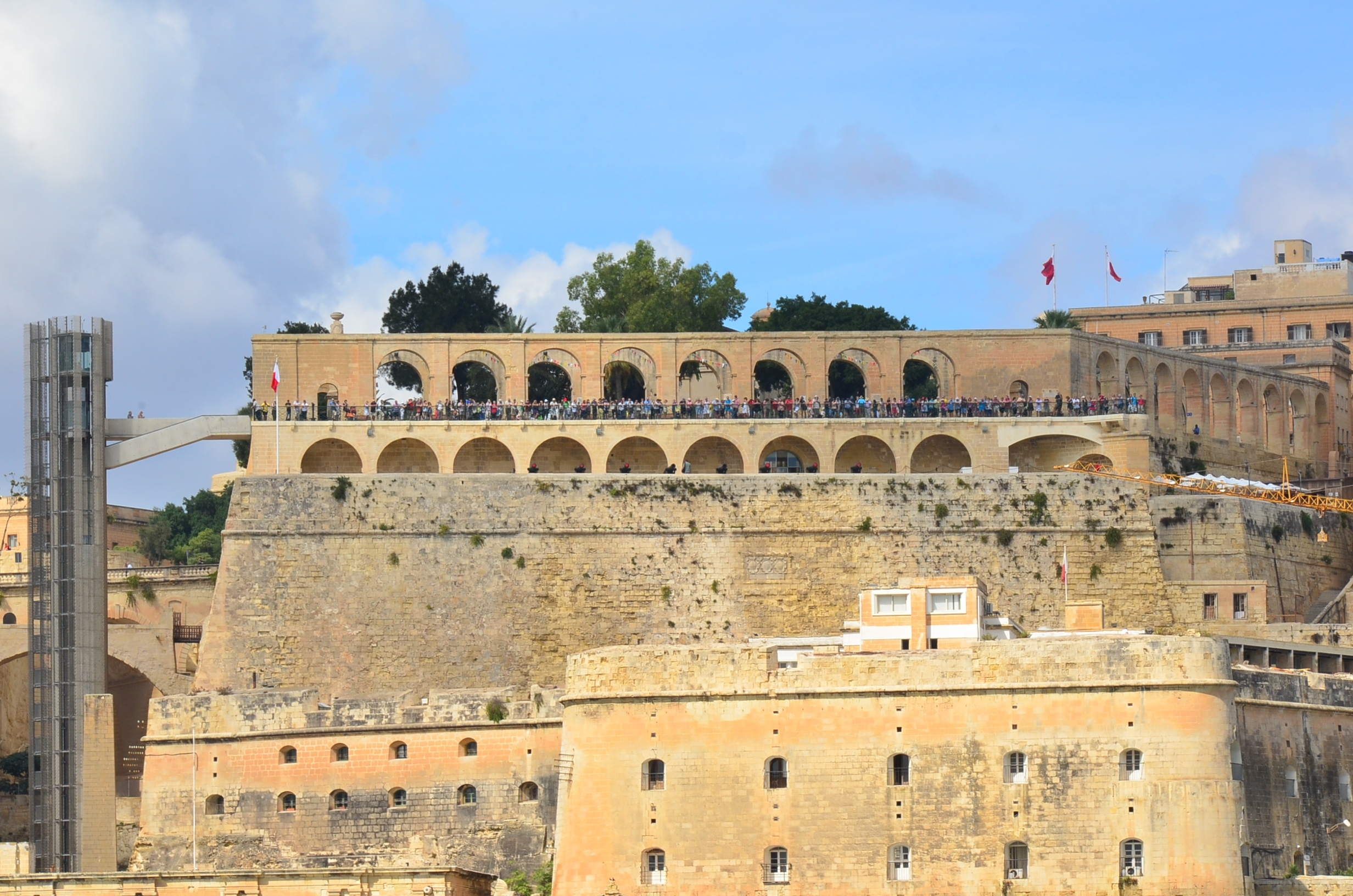
Vista de los jardines desde Vittorosia.
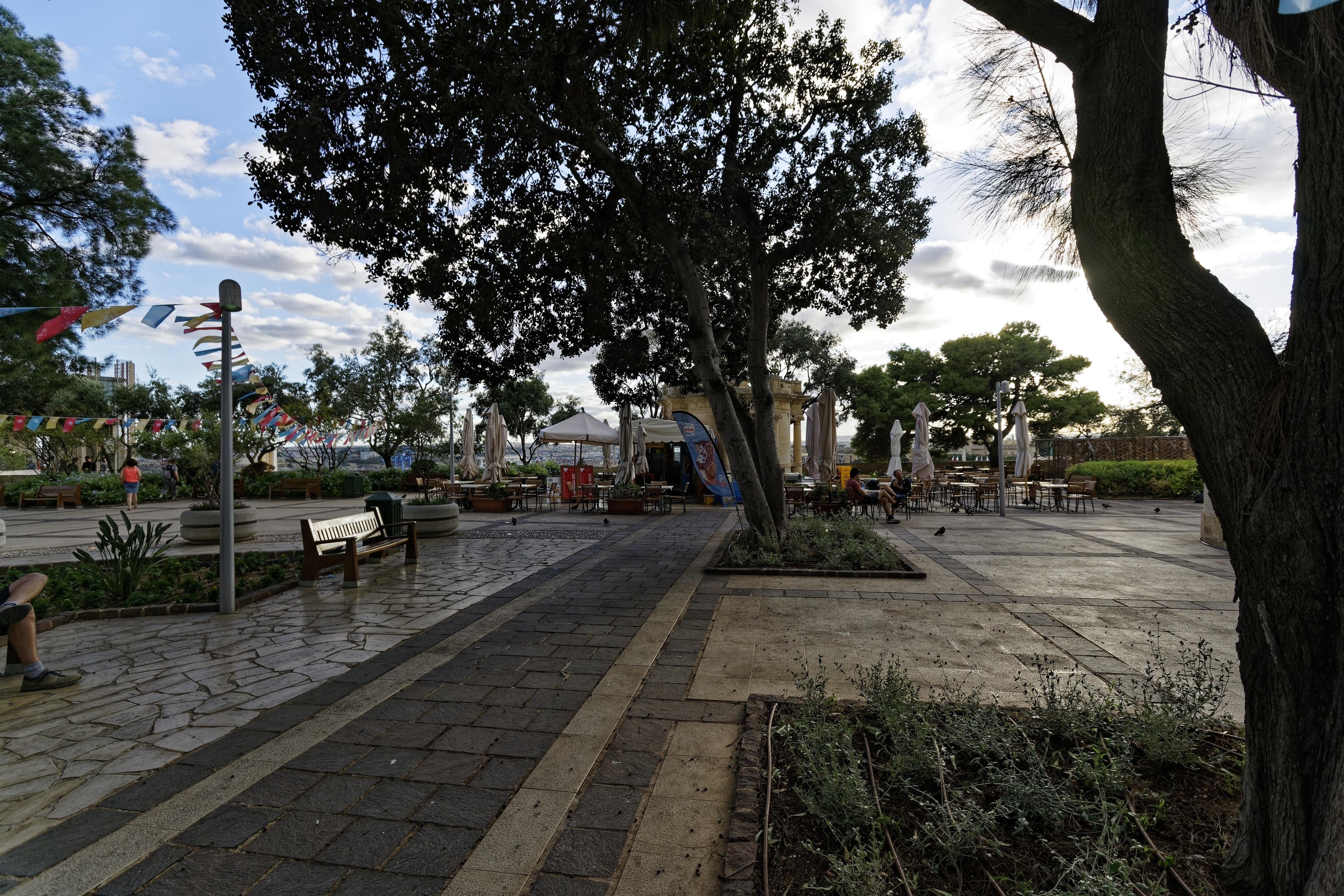
Jardines.